# 掌蹠膿疱症
掌蹠膿疱症（しょうせきのうほうしょう）は、皮膚科における症状の一つ。手掌・足底に無菌性の膿疱が反復して出現する。基本的に慢性難治性の疾患である。膿疱性乾癬とも類似するが区別されている。また、欧米では膿疱性乾癬の病態のひとつとして分類しているが、日本では独立した疾病として分類されている。

## 症状
40代以降に好発する。膿疱の好発部位は母指球部と小指球部、土踏まずと踵で痒みを伴う。悪化すると日常生活に支障を来すほどの痛みを生じる。
- 手掌・足底に多数の膿疱が両側に急に出現し、しばらくするとガサガサになる。こういった経過が寛解、増悪を繰り返す。
- 約10%から30%に胸肋鎖骨関節、脊椎に関節炎を併発する[4]。
- 特に胸肋鎖骨間骨化症を合併することが多く[5]、その場合は、上胸部の疼痛や運動制限が見られる。希に疲労骨折[4]。

## 原因
原因は不明であるが、溶連菌やスーパー抗原に対する免疫応答に異常があるという報告がある。また、膿疱が無菌性であるが、慢性扁桃炎（扁桃病巣感染症）・虫歯・歯肉炎などの歯性病巣や、歯科用金属やアクセサリーなどに含有するプラチナによる金属アレルギーの関連性を指摘する報告がある。その他、ビタミンの一種であるビオチンの不足も原因とされている。喫煙（受動喫煙を含む）が原因になることもある。しかし、禁煙しても治癒しない。
慢性辺縁性歯周炎が発症因子のひとつとして指摘されている。

## 検査
- 病理検査（皮膚生検）
- 膿疱は無菌性である。
- 関節炎に対しては、レントゲン検査
- 10%から15%が胸肋鎖骨骨化症を合併する。胸肋鎖骨骨化症を合併した場合はレントゲン検査で骨硬化像が見られる他、骨シンチの集積も見られるため、癌などで掌蹠膿疱症の合併がある場合は注意が必要である。

## 治療
- 局所には、ステロイド外用剤やビタミンD3外用剤を使用。しかし、ビタミンD3を含有する外用薬の使用により高カルシウム血症を起こし急性腎不全を併発する副作用が報告されている[7]。
- 内服治療としてミノサイクリン[8]やシクロスポリン、マクロライド系抗生物質を使うこともある。
- 柴胡桂枝湯が有効であったとする報告がある[9]。
- 強い関節炎に対しては、対症療法として非ステロイド系抗炎症薬（非ステロイド性抗炎症薬・NSAIDs)を使用する。
- 扁桃摘出術が有効な症例も多くみられる[10][11]。この場合、耳鼻咽喉科との情報共有・コンサルトが行われる。
- ビオチン療法
  - ビオチンの作用機序は不明である[5]が、掌蹠膿疱症の原因としてビタミンの一種であるビオチンが不足していることがあげられるため、血中ビオチン値の上昇を目的として行う治療法である。特に掌蹠膿疱症に伴う関節炎には効果が高い[12]するという報告があり、使用される。
  - ビオチンは通常量より多い多量の1日9mg - 12mgで投与されるケースが多い。ビオチンと併用するものとして、アスコルビン酸とパントテン酸を配合した複合ビタミン剤や酪酸菌製剤を併用する。

- 2018年（平成30年11月）に、ヒト型抗ヒトIL-23p19モノクローナル抗体製剤であるグセルクマブ（遺伝子組換え）〔Guselkumab〕、（商品名：トレムフィア）が適用承認された。通常投与開始から24週以内に得られるため24週以内に治療反応が得られない場合は、本剤の治療計画の継続を慎重に再考する必要がある。通常、成人にはグセルクマブを、1回100mgを初回、4週後、以降8週間隔で皮下投与する。承認時の薬価は高額である（319,130円／筒）[13]。